# 4932 Texstapa
4932 Texstapa este un asteroid din centura principală, descoperit pe 9 martie 1984 de Brian Skiff.